# Matthias Leistner
Matthias Leistner (* 1974) ist ein deutscher Rechtswissenschaftler. Er war von 2007 bis 2016 Inhaber des Lehrstuhls für Bürgerliches Recht, Recht des Geistigen Eigentums und Wettbewerbsrecht und Direktor des Instituts für Handels- und Wirtschaftsrecht an der Rheinischen Friedrich-Wilhelms-Universität Bonn. Seit Oktober 2016 ist er Inhaber des Lehrstuhls für Bürgerliches Recht und Recht des Geistigen Eigentums, mit Informationsrecht und IT-Recht (GRUR-Lehrstuhl) an der Ludwig-Maximilians-Universität München.

## Leben
Im Anschluss an das Studium an den Universitäten Berlin und Brüssel erfolgte 1999 die Promotion zum Dr. iur. bei Gerhard Schricker am heutigen Max-Planck-Institut für Immaterialgüter- und Wettbewerbsrecht in München. Von 2003 bis 2004 studierte Matthias Leistner am Trinity Hall College der University of Cambridge, wo ihm 2004 der Master of Laws (LL.M.) verliehen wurde. Nach der Zweiten Juristischen Staatsprüfung war er zunächst Leiter des Commonwealth-Referats am Max-Planck-Institut. Als Stipendiat des Bayerischen Habilitationsförderpreises habilitierte sich Matthias Leistner 2006 als Schüler von Josef Drexl an der Ludwig-Maximilians-Universität in München und erhielt die venia legendi für die Fächer Bürgerliches Recht, Deutsches und Europäisches Wirtschaftsrecht, Gewerblicher Rechtsschutz und Urheberrecht, Internationales Privatrecht und Rechtsvergleichung. Seit 2003 ist Matthias Leistner Mitglied der Fakultät des Munich Intellectual Property Law Center (MIPLC) und seit 2009 der Fakultät der Deutschen Rechtsschule Warschau. Im Jahre 2009 hat er eine Ehrenprofessur an der Xiamen University, China, angenommen und ein Jahr später als Gastprofessor an der Tongji-Universität Shanghai gelehrt. Im  Summer Term 2020 war er International Visiting Professor an der Columbia Law School, in New York. Seit Anfang 2022 ist er Mitherausgeber der GRUR als der führenden Zeitschrift im Bereich des Gewerblichen Rechtsschutzes und Urheberrechts in Deutschland. Rufe an die Universität Mannheim, die Leibniz Universität Hannover, die Universität Bayreuth, die Friedrich-Alexander-Universität Erlangen-Nürnberg sowie als Direktor an das Max-Planck-Institut für Innovation und Wettbewerb in München und Wissenschaftliches Mitglied der Max-Planck-Gesellschaft lehnte er ab, lehrte jedoch als Gastprofessor an der Columbia Law School, der Tongji-Universität Shanghai, der Xiamen-University sowie an der Singapore Management University (SMU).
Im Jahr 2022 legte Leistner (zusammen mit Lucie Antoine) eine Studie für den Rechtsausschuss (JURI) des Europäischen Parlaments zu den rechtlichen Rahmenbedingungen der Datenökonomie, insbesondere zum Kommissionsvorschlag für einen „Data Act“, vor. Im November 2015 vertrat Leistner als Sachverständiger die GRUR in der mündlichen Verhandlung vor dem Bundesverfassungsgericht in der Rechtssache "Metall auf Metall". Darüber hinaus war er als Rechtsgutachter vor anderen deutschen Gerichten sowie als Experte vor dem englischen High Court und verschiedenen US-Gerichten tätig. Im Dezember 2015 hat er auf der Berliner Zukunftskonferenz Urheberrecht sein Modell für eine Reform der urheberrechtlichen Verwertungsrechte und Regulierung der Internetplattformen vorgestellt. Die Forschungsschwerpunkte von Matthias Leistner liegen auf den Gebieten des Urheberrechts, des Rechts der neuen Medien, des Gewerblichen Rechtsschutzes, insbesondere Patentrecht, und des Lauterkeitsrechts. Er ist Mitglied im Gesamtvorstand der GRUR sowie der GRUR-Fachausschüsse für Urheber- und Verlagsrecht und Recht der Daten und war Mitglied im Vorstand der Deutschen Landesgruppe der ALAI (Association littéraire et artistique internationale). Darüber hinaus ist er Mitglied in zahlreichen weiteren Fachvereinigungen.

## Werke

### Herausgeberschaften (Auswahl)
- Mitherausgeber der Gewerblicher Rechtsschutz und Urheberrecht (GRUR).
- Mitherausgeber des Schricker/Loewenheim-Kommentars zum Urheberrecht ab der 5. Auflage (2017), C.H. Beck, München.
- Mitherausgeber, Großkommentar zum Gesetz gegen den unlauteren Wettbewerb mit Nebengesetzen, 2. neu bearbeitete und erweiterte Auflage, de Gruyter, Berlin 2013.
- Europäische Perspektiven des Geistigen Eigentums, Mohr Siebeck, Tübingen 2010.

### Monographien
- IPR and the use of open data and data sharing initiatives by public and private actors, Study for the European Parliament’s Policy Department for Citizens’ Rights and Constitutional Affairs at the request of the Committee on Legal Affairs (zusammen mit Lucie Antoine), 129 S., 2022 (abrufbar unter https://www.europarl.europa.eu/thinktank/en/document/IPOL_STU(2022)732266).
- Big Data. Rahmenbedingungen im europäischen Datenschutz- und Immaterialgüterrecht und übergreifende Reformperspektive (zusammen mit Lucie Antoine und Thomas Sagstetter), Mohr Siebeck, Tübingen 2021.
- Intellectual Property Overlaps: A European Perspective (rechtsvergleichende Studie zum europäischen, deutschen, englischen und französischen Recht zusammen mit Estelle Derclaye), Hart Publishing, Oxford und Portland, Oregon 2011.
- Konsolidierung und Entwicklungsperspektive des Europäischen Urheberrechts, hrsg. vom Zentrum für Europäisches Wirtschaftsrecht, Bonn 2008.
- Richtiger Vertrag und lauterer Wettbewerb – eine grundlagenorientierte Studie unter besonderer Berücksichtigung der europäischen Perspektive, Mohr Siebeck, Tübingen 2007.
- Der Rechtsschutz des Datenbankherstellers im deutschen und europäischen Recht, C.H. Beck, München 2000.

### Unselbständige Publikationen (Auswahl)
- Relevanz von Geschäftsereignissen nach Schutzdauerablauf für den patentrechtlichen Schadensersatzanspruch, GRUR 2022, 609–619.
- Leistner/Pless, European Union, in: Injunctions in Patent Law. Trans-Atlantic Dialogues on Flexibility and Tailoring (Hrsg. Contreras, Husovec), Cambridge University Press, 2022, S. 26–64.
- Towards an Access Paradigm in Innovation Law?, GRUR Int. 2021, S. 925–931.
- The Commission’s Vision for Europe’s Digital Future: Proposals for the Data Governance Act, the Digital Markets Act and the Digital Services Act – a Critical Primer”, JIPLP 2021, S. 778–784.
- Angemessene Geheimhaltungsmaßnahmen i. S. d. § 2 Nr. 1 b) GeschGehG – Erste Urteile und eine Warnung für die Praxis unter besonderer Berücksichtigung arbeitsvertraglicher Geheimhaltungsklauseln, Wettbewerb in Recht und Praxis (WRP) 2021, S. 835–844.
- Leistner/Kleeberger, Die Drittwirkung von FRAND-Erklärungen aus kartellrechtlicher und vertragsrechtlicher Sicht, GRUR 2020, S. 1241–1247.
- European Copyright Licensing and Infringement Liability Under Art. 17 DSM-Directive Compared to Secondary Liability of Content Platforms in the U.S. – Can We Make the New European System a Global Opportunity Instead of a Local Challenge?, ZGE 2020, S. 123–214, außerdem abrufbar auf SSRN.
- Leistner/Roder, Die Rechtsprechung des EuGH zum Unionsurheberrecht aus methodischer Sicht – zugleich ein Beitrag zur Fortentwicklung des europäischen Privatrechts im Mehrebenensystem, ZfPW 2016, S. 129–172.
- Europe’s copyright law decade: Recent case law of the European Court of Justice and policy perspectives, Common Market Law Review (CMLR) 2014, S. 559–600.
- Der europäische Werkbegriff im Urheberrecht, Zeitschrift für Geistiges Eigentum (ZGE) 2013, S. 4–45.
- Das Murphy-Urteil des EuGH: Viel Lärm um nichts oder Anfang vom Ende des Territoralitätsgrundsatzes im Urheberrecht?, Juristenzeitung (JZ) 2011, S. 1140–1148.
- Leistner/Kleinemenke, The Impact of Institutional Design on the Development of Patent Law – Patentability of Computer Programs and Business Methods in Europe and the United States of America as a Topical Example, ZGE 2010, S. 273–313.
- Störerhaftung und mittelbare Schutzrechtsverletzung, GRUR-Beilage zu Heft 1/2010, 32 Seiten.
- Der Beitrag ökonomischer Forschung zum Urheberrecht. Bestandsaufnahme und interdisziplinäre Ideenskizze, ZGE 2009, S. 403–456 (Übersetzung ins Japanische und Nachdruck in Intellectual Property Law and Policy Journal (Japan) 2010, S. 1–68.).
- Intellectual Property and Competition Law: The European Development from Magill to IMS Health Compared to Recent German and U.S. Case Law, ZWeR 2005, S. 138–162.
- Weitere Veröffentlichungen auf SSRN